# ミュリエル・ロブ
ミュリエル・ロブ（Muriel Robb, 1878年5月13日 - 1907年2月12日）は、イングランド・ニューカッスル・アポン・タイン出身の女子テニス選手。フルネームは Muriel Evelyn Robb （ミュリエル・イブリン・ロブ）という。1902年のウィンブルドン選手権女子シングルス優勝者であるが、優勝から5年後に28歳で死去した「最も短命なウィンブルドン優勝者」としても知られる。ロブのテニスは、当時としては画期的なオーバーヘッド・サーブと、強力なフォアハンド・ストロークを最大の武器にした。右利きの選手。

## 来歴
ミュリエル・ロブは1899年に「ウェールズ選手権」で優勝し、1901年に「アイルランド選手権」と「スコットランド選手権」で優勝した。ウィンブルドン選手権には1899年から出場し始めたが、1901年までは「チャレンジ・ラウンド」（Challenge Round, 挑戦者決定戦）の準々決勝で敗退していた。1902年のチャレンジ・ラウンド決勝で、ロブはアグネス・モートン（1872年 - 1952年、アガサ・モートンとも呼ばれる）を 7-5, 6-4 で破り、初めて「オールカマーズ・ファイナル」（All-Comers Final）方式の決勝で大会前年優勝者シャーロット・クーパー・ステリーへの挑戦権を得た。（チャレンジ・ラウンド → オールカマーズ・ファイナルという方式では、大会前年優勝者は無条件で決勝に進出できた。）この決勝戦は、ロブがクーパー・ステリーから 4-6, 13-11 のリードを奪った段階で試合が雨天のため翌日順延となった。翌日は試合を第3セットから再開するのではなく「最初からやり直し」の形になり、ロブが 7-5, 6-1 でクーパー・ステリーを破ったスコアがウィンブルドンの優勝記録表に記載されることになった。やり直しのために破棄された前日の 4-6, 13-11 も含めて、1902年のウィンブルドン女子シングルス「オールカマーズ・ファイナル」は総計「53ゲーム」を要する試合になった。
しかし、ロブは1903年のウィンブルドン選手権に大会前年優勝者として出場できなくなった。1907年2月12日、優勝からまだ5年もたたないうちに、ロブは故郷のニューカッスル・アポン・タインにて28歳9ヶ月で死去した。